# Integrativ medicin
Integrativ medicin avser utveckling och integration av evidensbaserad kunskap från olika alternativa medicinska traditioner för att komplettera den etablerade medicinen. Strikt vetenskapliga metoder används för att utvärdera mekanismer, effekter och effektiviteten av behandlingarna. 
År 2005 grundades via en donation av Barbro Oshers stiftelse ett Osher centrum för integrativ medicin vid Karolinska Institutet, som blev Sveriges första akademiska forskningsinstitution med inriktning mot alternativa behandlingsformer. Liknande Osher centra finns även i USA, vid Harvard University i Boston och University of California San Francisco (UCSF). Vid dessa centra bedrivs bland annat forskning kring placebo, självskattad hälsa liksom sambandet mellan immunsystemets funktion och stress. I samarbeten bedrivs mekanistiska studier inom vissa former av alternativmedicin som till exempel akupressur och meditation. Även andra universitet och sjukhus bedriver forskning, behandling och utbildning inom området i till exempel USA, Tyskland, Schweiz och Storbritannien, liksom ett antal fristående institut och verksamheter i ett flertal länder.
2007 utsågs hjärnforskaren Martin Ingvar till Sveriges första professor i integrativ medicin.
Vid Karolinska institutet finns också Forskargrupp Integrativ Vård, som bedriver forskning om integrativ vård. Akademisk ledare är docenten i hälso- och sjukvårdsforskning Torkel Falkenberg.  
I Sverige verkar föreningarna Läkarföreningen för Integrativ Medicin (öppen för läkare och medicinstuderande) och Föreningen för Integrativ medicin (öppen för legitimerad sjukvårdspersonal) för forskning kring komplementära medicinska metoder och utökad terapifrihet samt lagändringar för att göra det möjligt för svensk sjukvårdspersonal att använda integrativmedicinska metoder utan att riskera att förlora sina legitimationer. Det finns också ett flertal nationella och internationella organisationer för integrativ medicin i olika länder och sedan år 2008 arrangeras en årlig världskonferens inom området.